# Jean-Joseph Christophe de Bazelaire
Jean-Joseph Christophe de Bazelaire, né à Saint-Dié le 25 janvier 1736, est un officier général de l'armée royale de France, maréchal de camp en 1791.

## Biographie
Né dans une ancienne famille lorraine, de Florent-Joseph II de Bazelaire (fils de Charles Bazelaire (1664 - 1725), avocat au Parlement de Metz et lieutenant-général au bailliage de Saint-Dié), avocat à la Cour souveraine de Lorraine, et de Marie-Anne Bernard d’Illoud, il embrasse la carrière militaire et devient major au régiment de Nancy, puis lieutenant-colonel commandant le 10e Bataillon de Chasseurs du Gévaudan. Il est nommé maréchal de camp le 1er mars 1791.
Promu au Régiment d'Auvergne le 25 juillet 1791, il refuse cette nomination signifiée par «lettre de service non revêtue de la signature du Roi», ainsi que le feront nombre d'officiers de l'armée royale, comme M. de Béthune au commandement de colonel-général cavalerie ou M. de Saintignon au Royal-Liégeois, après l'arrestation du roi à Varennes (21 juin 1791). Henri Leclercq, dans son ouvrage sur la Constituante, rappelle que «par démission, émigration ou autrement, on était arrivé, dès le milieu du mois de juillet (1791), à compter soixante-dix vacances de colonels».
En 1792, il sera brièvement colonel mestre de camp du 61e Régiment d’infanterie de ligne, ancien Régiment de Vermandois, qu'il quitte le 23 mars 1792, un mois avant la déclaration de guerre au «roi de Bohême et de Hongrie» (20 avril 1792).
Membre du comité pour l'examen des droits à la croix de Saint-Louis, il fut en 1791, avec les futurs généraux d'Anselme et Meunier, l'objet d'attaques dans le journal L'Ami du peuple de Marat, comme «fauteurs de l'Ancien Régime». Arrêté sous la  Terreur pour «conspiration», il est incarcéré à Paris, à la prison des Madelonnettes puis à la prison des Carmes (janvier 1794 - août 1794).

## Grades, commandements et décorations
- 1755: Lieutenant au Régiment Royal Roussillon[10]
- 1764: Capitaine au Régiment des Grenadiers de France
- 1771: Major au Régiment de Nancy [11]
- 1778: Lieutenant-colonel au Régiment de Beauce[12]
- 1789: Lieutenant-colonel, chef de corps du 10e Bataillon de Chasseurs du Gévaudan[13]
- 1791: Maréchal de camp
- 1792: Colonel, mestre de camp du 61e Régiment d'infanterie de ligne, (ancien Régiment de Vermandois) [14]

- Chevalier de l'Ordre royal et militaire de Saint-Louis[15]